# چی چونشیا
چی چونشیا (انگلیسی: Qi Chunxia؛ زادهٔ ۵ فوریهٔ ۱۹۶۴) تیرانداز زن اهل چین بود. وی در بازی‌های المپیک تابستانی ۱۹۸۸ حضور داشته‌است.